# أفيريل هاريمان
وليام أفريل هاريمان (بالإنجليزية: W. Averell Harriman) (15 نوفمبر 1891 - 26 يوليو 1986) هو سياسي ديمقراطي ورجل أعمال ودبلوماسي أمريكي. وهو ابن بارون السكك الحديد إي إتش هاريمان، شغل منصب وزير التجارة في رئاسة هاري ترومان وبعد ذلك الحاكم الثامن والأربعين لولاية نيويورك. وكان مرشحا ليمثل الحزب الديمقراطي في انتخابات الرئاسة في أعوام 1952 و 1956، وكان كذلك عضوا أساسيا في مجموعة شيوخ السياسة الخارجية المعروفة باسم «الحكماء».
دخل هاريمان مدرسة غروتون وجامعة ييل، حيث انضم إلى جماعة الجمجمة والعظام، وكون مجموعة من المعارف ما مكنه من إنشاء شركة مصرفية اندمجت في النهاية لتصبح براون براذرز هاريمان وشركاه. وكان يملك أجزاء من شركات أخرى مختلفة، بما في ذلك يونيون باسيفيك للسكك الحديدية، شركة ميرشانت للشحن، وشركة بولارويد. خلال رئاسة فرانكلين روزفلت، خدم هاريمان في إدارة الانتعاش الوطني والمجلس الاستشاري للأعمال قبل الانتقال إلى أدوار السياسة الخارجية. ساعد في تنسيق برنامج الإقراض، وعمل سفيرا في الاتحاد السوفيتي وحضر المؤتمرات الرئيسية التي أعقبت الحرب العالمية الثانية. بعد الحرب، أصبح داعية بارزا لسياسة الاحتواء التي دعا إليها جورج كينان. وعمل أيضا وزيرا للتجارة وقام بتنسيق عملية تنفيذ مشروع مارشال.
في عام 1954، هزم هاريمان السيناتور الجمهوري إرفينغ آيفز ليصبح حاكم نيويورك. خدم لفترة واحدة قبل هزيمته في الانتخابات التالية عام 1958 على يد نيلسون روكفلر. وسعى هاريمان دون نجاح للترشح للرئاسة في المؤتمر الوطني الديمقراطي لعام 1952 والمؤتمر الوطني الديمقراطي لعام 1956. فقد رشح الديمقراطيون أدلاي ستيفنسون الثاني في كلا السباقين، على الرغم من أن هاريمان كان يحظى بدعم ترومان في مؤتمر عام 1956.
بعد هزيمته في انتخابات حاكم نيويورك، أصبح هاريمان من أهم شخصيات السياسة الخارجية وكان يحظى باحترام واسع داخل الحزب الديمقراطي. وساعد في التفاوض على معاهدة الحظر الجزئي للتجارب النووية خلال إدارة الرئيس جون كينيدي وكان مشاركا في السياسة خلال حرب فيتنام في إدارتي كينيدي وليندون جونسون. وبعد انتهاء ولاية جونسون في عام 1969، انضم هاريمان إلى منظمات مختلفة، بما في ذلك نادي روما ومجلس العلاقات الخارجية.

## حياته
ولد ويليام أفيريل هاريمان في مدينة نيويورك الأمريكية عام 1891، كان ابن إدوارد هنري هاريمان وماري ويليامسون أفيريل، تزوج إفيريل من كيتي لانير التي توفيت عام 1936، وبعدها تزوج من ماري نورتن التي تركت زوجها السابق لأجل الزواج مع إفيريل هاريمان، زواجه الثالث والأخير كان مع باليما بيري.

## عمله السياسي
عمل هاريمان سفيرا للولايات المتحدة الأمريكية في أوروبا. أصبح هاريمان بعد ذلك وزيراً للتجارة من عام 1946 حتى عام 1948 في عهد الرئيس هاري ترومان. ومن عام 1948 حتى عام 1952 أدار هاريمان عملية الإنقاذ الأوروبي المعروف عالميا بمشروع مارشال، ثم عمل حاكما لمدينة نيويورك من عام 1955 حتى عام 1958. وكان هاريمان مساعدا لوزير الخارجية لشؤون الشرق الأقصى من عام 1961 حتى 1963 استقال هاريمان من منصب نائب وزير الخارجية في عام 1965 لكنه بقي في وزارة الخارجية سفيرا مفوضا وعمل رئيسا للمفاوضين الأمريكيين في محادثات السلام في باريس بشأن الحرب الفيتنامية في عامي 1968 و1969.

## النشأة والتعليم
المعروف باسم أفريل هاريمان، ولد في مدينة نيويورك، نجل بارون السكك الحديدية إدوارد هنري هاريمان وماري ويليامسون أفريل. وكان شقيق رولاند هاريمان وماري هاريمان رومسي. كان هاريمان صديقًا مقربًا لهول روزفلت، شقيق إليانور روزفلت.
خلال صيف عام 1899، قام والد هاريمان بتنظيم بعثة هاريمان ألاسكا، وهي عبارة عن مسح خيري علمي لساحل ألاسكا وروسيا استقطب 25 من أبرز النجوم العلميين والطبيعيين والفنانين في اليوم، بما في ذلك جون موير وجون بوروز وجورج بيرد غرينيل، سي هارت مريم، جروف كارل جيلبرت، وإدوارد كورتيس، إلى جانب 100 من أفراد الأسرة والموظفين، على متن السفينة البخارية جورج إلدر. كان سيحضى الشاب هاريمان بأول تعريف له لروسيا، تلك الدولة التي سيقضي عليها قدراً كبيراً من الاهتمام في حياته اللاحقة في الخدمة العامة.
التحق بمدرسة جروتون في ماساتشوستس قبل الذهاب إلى ييل حيث التحق بمجتمع الجمجمة والعظام. تخرج في عام 1913. بعد التخرج، ورث واحدة من أكبر ثروات أمريكا وأصبح المدرب الأصغر في ييل.

## الحياة المهنية

### الشؤون التجارية
باستخدام أموال من والده، أسس شركة WA Harriman & Co للأعمال المصرفية في عام 1922. في عام 1927 انضم أخوه رولاند إلى الشركة وتم تغيير الاسم إلى Harriman Brothers & Company. في عام 1931، اندمجت مع شركة براون بروس وشركاه لإنشاء شركة وول ستريت براون براذرز هاريمان وشركاه البارزة ومنهم جورج هربرت ووكر وصهره بريسكوت بوش.

### السياسة
شجعت شقيقة هاريمان الأكبر، ماري رومسي، أفريل على ترك وظيفته المالية والعمل معها وأصدقائها، روزفلتس، لتحقيق أهداف الصفقة الجديدة. انضم أفيريل إلى إدارة الإصلاح الوطنية، أول مجموعة حكومية لحقوق المستهلك، في بداية مسيرته السياسية.

### سباق ثوروبريد
بعد وفاة اوغسط بيلمونت الابن، في عام 1924، قام هاريمان وجورج ولكر وجوزيف ويدينر بشراء جزء كبير من مخزون ثوروبريد بيلمونت الأصيل. تسابق هاريمان اسم مستعار لمزرعة آردن فارم. من بين خيله، فاز تشانس بلاي بكأس الجوكي كلوب للذهب 1927. تسابق أيضًا في شراكة مع ووكر تحت اسم Log Cabin Stable قبل شرائه.

### جدال نوبات الحرب
كان نشاط هاريمان المصرفي هو الوصل الرئيسي في وول ستريت للشركات الألمانية والمصالح المالية الأمريكية المتنوعة لفريتز تيسن. الذي كان داعمًا مالياً للحزب النازي حتى عام 1938. وصنف قانون التجارة مع العدو (الصادر في 6 أكتوبر 1917) أي معاملات تجارية للربح مع دول معادية على أنها غير قانونية، وأي أموال أو أصول متورطة كانت خاضعة ل الاستيلاء من قبل حكومة الولايات المتحدة. أدى إعلان الحرب على الولايات المتحدة من قبل هتلر إلى أمر الحكومة الأمريكية في 20 أكتوبر 1942 للاستيلاء على المصالح الألمانية في الولايات المتحدة والتي تضمنت عمليات هاريمان في مدينة نيويورك.

### دبلوماسية الحرب العالمية الثانية
ابتداءً من ربيع عام 1941، عمل هاريمان مع الرئيس فرانكلين روزفلت كمبعوث خاص إلى أوروبا وساعد في تنسيق برنامج الإعارة والاستئجار. كان حاضرا في الاجتماع بين روزفلت ونستون تشرشل في خليج بلاسينتيا، في أغسطس 1941، مما أسفر عن ميثاق الأطلسي. كان إعلانًا مشتركًا لمبادئ الولايات المتحدة والمملكة المتحدة؛ وقد أيده جميع الحلفاء في النهاية. تم إرسال هاريمان لاحقًا إلى موسكو للتفاوض على شروط اتفاقية الإعارة والاستئجار مع الاتحاد السوفيتي. وعده من مليار دولار من المساعدات من الناحية الفنية قد تجاوز حده. عاقدًا العزم على كسب الرأي العام الأمريكي المشكوك فيه، استخدم أمواله الخاصة لشراء الوقت على راديو CBS لشرح البرنامج من حيث المصلحة الذاتية المستنيرة. هذه الشكوك ارتفعت مع الهجوم الياباني على بيرل هاربور.
في 25 نوفمبر من عام 1941 (قبل اثني عشر يومًا من الهجوم الياباني على بيرل هاربور)، أشار إلى أن «البحرية الأمريكية تطلق النار على الألمان - الغواصات والطائرات الألمانية في البحر».
في صيف عام 1942، رافق هاريمان تشرشل إلى مؤتمر موسكو ليشرح لستالين سبب قيام الحلفاء الغربيين بتنفيذ عمليات في شمال إفريقيا بدلاً من فتح الجبهة الثانية الموعودة في فرنسا. تم تعيين هاريمان سفيرا للولايات المتحدة في الاتحاد السوفيتي في عام 1943.

### رجل الدولة للشؤون الخارجية والداخلية
شغل هاريمان منصب سفير الاتحاد السوفيتي حتى يناير 1946. عندما عاد إلى الولايات المتحدة، عمل بجد لجعل جورج كينان لونج تلجرام في توزيع واسع.
```
أصبح تحليل كينان، الذي تصطف بوجه عام مع تحليلات هاريمان، حجر الزاوية في إستراتيجية الاحتواء التي اتبعها ترومان في 
الحرب الباردة
.
```

من أبريل إلى أكتوبر 1946، كان سفيرا لدى بريطانيا، لكنه سرعان ما تم تعيينه ليصبح وزيرا للتجارة للولايات المتحدة في عهد الرئيس هاري إس ترومان ليحل محل هنري والاس، وهو ناقد لسياسات ترومان الخارجية. في عام 1948، تم تعيينه مسؤولاً عن خطة مارشال. في باريس، أصبح صديقًا مع عميل وكالة المخابرات المركزية ايرفينج براون، الذي نظم النقابات والمنظمات المناهضة للشيوعية. ثم أرسل هاريمان إلى طهران في يوليو 1951 للتوسط بين إيران وبريطانيا في أعقاب التأميم الإيراني لشركة النفط الأنجلو-إيرانية.
في سباق 1954 لخلافة الجمهوري توماس إي ديوي كحاكم لنيويورك، هزم هاريمان محامي ديوي، السيناتور الأمريكي إيرفينغ إيفيس، بفارق ضئيل. شغل منصب حاكم ولاية واحدة حتى أقاله الجمهوري نيلسون روكفلر في عام 1958. كحاكم، قام بزيادة الضرائب الشخصية بنسبة 11 ٪ ولكن فترة ولايته هيمنت عليها طموحاته الرئاسية. كان هاريمان مرشحًا للترشيح الرئاسي الديمقراطي في عام 1952، ومرة أخرى في عام 1956 عندما تمت المصادقة عليه من قبل ترومان ولكنه خسر (كلا المرات) لحاكم إلينوي أدلاي ستيفنسون.

### الانقلاب الفيتنامي
قام الرئيس المنتخب كينيدي بتعيين هاريمان سفيراً عموماً للعمل «بثقة كاملة من الرئيس ومعرفة حميمة بجميع جوانب سياسة الولايات المتحدة». ولكن بحلول عام 1963، أصبح كينيدي يشك في ولاء بعض الأعضاء في فريق الأمن القومي التابع له. وفقا للعقيد ويليام كورسون، قوات مشاة البحرية الأمريكية، بحلول عام 1963 كان هاريمان يدير «فيتنام دون استشارة الرئيس أو المدعي العام». وقال كورسون إن كيني أودونيل، وزير التعيينات في جون كنيدي، كان مقتنعًا بأن مستشار الأمن القومي، ماك جورج بوندي، اتبع أوامر هاريمان بدلاً من الرئيس. ادعى كورسون أيضًا أن أودونيل كان قلقًا بشكل خاص بشأن مايكل فورستال، وهو موظف شاب في البيت الأبيض تعامل مع فيتنام عن طريق هاريمان.
من المؤكد أن هاريمان دعم الانقلاب على رئيس فيتنام الجنوبية نجو دينه ديم في عام 1963. ومع ذلك، يُزعم أن الأوامر التي انتهت بموت ديم وشقيقه نشأت بالفعل مع هاريمان ونفذها هنري كابوت لودج جونيور. مساعد عسكري. كان السؤال الأساسي حول جرائم القتل هو الاستدعاء المفاجئ وغير المألوف لرئيس محطة سايجون جون «جوكو» ريتشاردسون من قبل سلطة مجهولة.[بحاجة لمصدر] ضابط جيش العمليات الخاصة، جون مايكل دان، أرسل إلى فيتنام بدلاً منه. اتبع أوامر هاريمان وفورستال بدلاً من وكالة المخابرات المركزية. وفقًا لكورسون، لم يتم الإعلان عن دور دان في الحادث على الإطلاق، لكن تم تكليفه بإدريس أمباسادور لودج «لعمليات خاصة» بسلطة التصرف دون عائق؛ وكان من المعروف أن لديه إمكانية الوصول إلى المتآمرين الانقلاب. تكهن كورسون بأنه مع ريتشاردسون يتذكر أن الطريق كان واضحًا بالنسبة لدن للعمل بحرية.

### السنوات اللاحقة
حصل هاريمان على ميدالية الحرية الرئاسية، بامتياز، في عام 1969 وجائزة ويست بوينت سيلفانوس ثاير في عام 1975. وعلاوة على ذلك، في عام 1983 حصل على وسام الحرية.
في عام 1973، تمت مقابلته في المسلسل التلفزيوني الوثائقي الشهير الآن، «العالم في الحرب»، حيث يتذكر تجاربه كممثل شخصي لروزفلت في بريطانيا إلى جانب وجهات نظره حول سياسات الحرب الباردة؛ ولا سيما بولندا وحلف وارسو؛ جنبا إلى جنب مع التبادلات التي شهدها بين وينستون تشرشل، فرانكلين روزفلت، وجوزيف ستالين. في أحد هذه الذكريات، وصف ستالين بأنه قاسي تمامًا.
تم تعيين هاريمان عضواً رفيع المستوى في الوفد الأمريكي إلى الدورة الاستثنائية للجمعية العامة للأمم المتحدة حول نزع السلاح عام 1978. كما كان عضواً في ميثاق الأكاديمية الأمريكية للدبلوماسية، ونادي روما، ومجلس العلاقات الخارجية، وفرسان بيثياس، وجمعية العظام والجمجمة، وأخوية Psi Upsilon، ونادي جوبيتر آيلاند.

## الحياة الشخصية
كان زواجه الأول، بعد عامين من تخرجه من جامعة ييل، لكيتي لانير لورانس. كان لورنس حفيدة جيمس لانيير، المؤسس المشارك لوينسلو، لانيير وشركاه، وحفيدة تشارلز د. لانيير (1837-1926)، وهو صديق مقرب لبيرمونت مورغان قبل طلاقهما في عام 1929، ووفاتها في عام 1936، كان لهارمان ولورنس ابنتان معًا:

### الإرث والتكريمات
- تم تسمية قاعة هاريمان بجامعة ستوني بروك على شرفه.
- حرم جامعة واشنطن افريل هاريمان في ألباني، نيويورك يحمل أيضًا اسمه.
- هاريمان ستيت بارك (ايداهو)

## ملخص الحياة المهنية
- نائب رئيس، شركة يونيون باسيفيك للسكك الحديدية، 1915-1717
- مدير شركة إلينوي المركزية للسكك الحديدية، 1915-46
- عضو، لجنة متاريس باليسيدز إنترستيت، 1915-1954
- رئيس مجلس إدارة مؤسسة ميرجانت لبناء السفن، 1917-1925
- رئيس مجلس الإدارة، و. أ. هاريمان وشركاه، 1920-1931
- شريك، الاتحاد السوفيتي الجورجي لامتيازات المنغنيز، 1925-1928
- رئيس اللجنة التنفيذية، إلينوي المركزية للسكك الحديدية، 1931-1942
- شريك كبير، براون براذرز هاريمان وشركاه، 1931-1946
- رئيس، اتحاد سكة حديد المحيط الهادئ، 1932-1946
- مؤسس مشارك، مجلة Today مع فنسنت أستور، 1935-1937 (اندمج مع مجلة نيوزويك في عام 1937)
- مدير ومساعد خاص، الإدارة الوطنية للإنعاش، 1934-1935
- مؤسس منتجع صن فالي للتزلج، أيداهو، 1936
- رئيس المجلس الاستشاري للأعمال، 1937-1939
- رئيس فرع المواد وقسم الإنتاج، مكتب إدارة الإنتاج، 1941
- سفير الولايات المتحدة والممثل الخاص لدى رئيس وزراء المملكة المتحدة، 1941-1943
- رئيس، سفير وممثل خاص لبعثة الرئيس الأمريكي الخاصة إلى الاتحاد السوفيتي، 1941-1943
- سفير الولايات المتحدة في الاتحاد السوفيتي، 1943-1946
- سفير الولايات المتحدة، بريطانيا، 1946
- وزير التجارة الأمريكي، 1946-1948
- منسق الولايات المتحدة، برنامج الإنعاش الأوروبي (خطة مارشال)، 1948-1950
- مساعد خاص للرئيس الأمريكي، 1950-1952
- ممثل الولايات المتحدة ورئيس لجنة خطط شمال الأطلسي لخطط الدفاع، 1951-1952
- مدير وكالة الأمن المتبادل، 1951-1953
- مرشح، ترشيح ديمقراطي لمنصب الرئيس الأمريكي، 1952
- حاكم ولاية نيويورك ، 1955-1959
- مرشح، ترشيح ديمقراطي لرئيس الولايات المتحدة، 1956
- سفير متجول للولايات المتحدة عام 1961
- نائب ممثل الولايات المتحدة، المؤتمر الدولي المعني بتسوية لاوس، 1961-1962
- مساعد وزيرة الخارجية الأمريكية، شؤون الشرق الأقصى، 1961-1963
- الممثل الخاص للرئيس الأمريكي، معاهدة حظر التجارب النووية، 1963
- وكيل وزارة الخارجية للشؤون السياسية، 1963-1965
- سفير متجول للولايات المتحدة عام 1965-1969
- رئيس لجنة الاحتفال بسنة حقوق الإنسان لعام 1968
- الممثل الشخصي للرئيس الأمريكي، محادثات السلام مع فيتنام الشمالية، 1968-1969
- رئيس فرقة العمل المعنية بالسياسة الخارجية، اللجنة الوطنية الديمقراطية، 1976

## روابط خارجية
- أفيريل هاريمان على موقع الموسوعة البريطانية (الإنجليزية)
- أفيريل هاريمان على موقع مونزينجر (الألمانية)
- أفيريل هاريمان على موقع إن إن دي بي (الإنجليزية)